# C6H2Cl5N
化学式C6H2Cl5N（摩尔质量 265.35 g/mol）可能指：
- 五氯苯胺，CAS号：527-20-8
- 五氯甲基吡啶
  - 三氯甲基二氯吡啶
    - 2,3-二氯-5-三氯甲基吡啶，CAS号：69045-83-6 
    - 2,3-二氯-6-三氯甲基吡啶，CAS号：51492-01-4 
    - 2,4-二氯-5-三氯甲基吡啶，CAS号：95234-75-6 
    - 2,4-二氯-6-三氯甲基吡啶，CAS号：1129-19-7 
    - 2,6-二氯-3-三氯甲基吡啶，CAS号：55366-30-8 
    - 2,6-二氯-4-三氯甲基吡啶，CAS号：22652-14-8 
    - 3,5-二氯-2-三氯甲基吡啶，CAS号：1128-16-1 
    - 3,6-二氯-2-三氯甲基吡啶，CAS号：1817-13-6 

  - 二氯甲基三氯吡啶
    - 2,3,5-三氯-6-二氯甲基吡啶，PubChem CID：14100538
    - 3,4,5-三氯-2-二氯甲基吡啶，CAS号：7041-22-7

|  | 这个同类索引页列出了具有相同分子式的化学物（即同分異構體）条目。 除非您是有意链接至本页，否则应将相应条目的内部链接指向正确的条目。 |